# ピコ駅
ピコ駅（ぴこえき）は、アメリカ合衆国カリフォルニア州ロサンゼルス郡にあるロサンゼルス郡都市圏交通局A線の駅である。

## 駅構造
- 島式ホーム1面2線。

## 駅周辺
- Crypro.comアリーナ
- ロサンゼルスコンベンションセンター
- カリフォルニア病院メディカルセンター

## バス路線
- ハーバートランシットウェイが運行している。

## 歴史
- 1990年7月14日 - 開業

## 隣の駅
ロサンゼルス郡都市圏交通局
■A線
7th ストリート/メトロセンター駅 - ピコ駅 - グランド駅